# Gaza War Cemetery

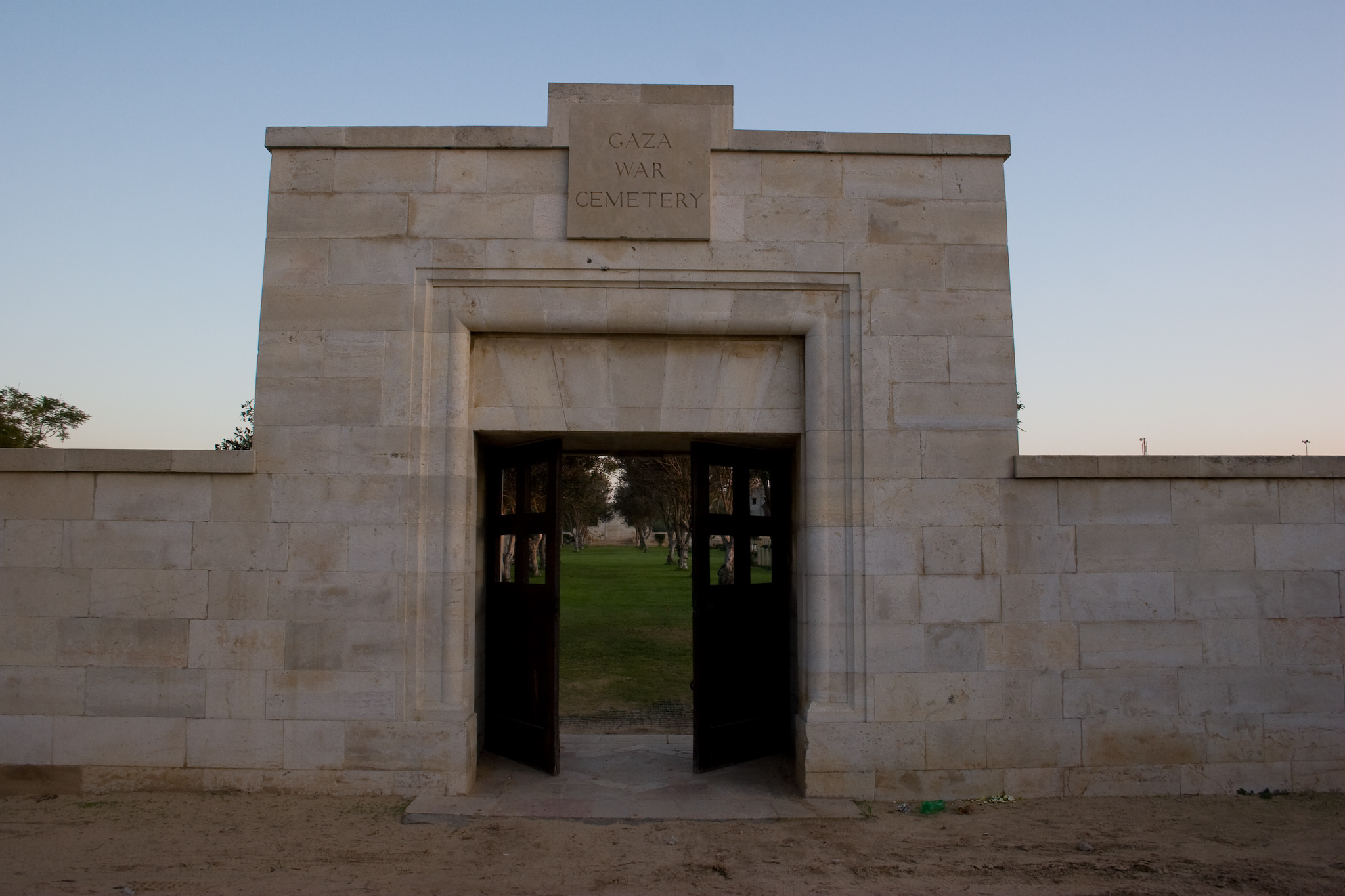
Eingangsportal

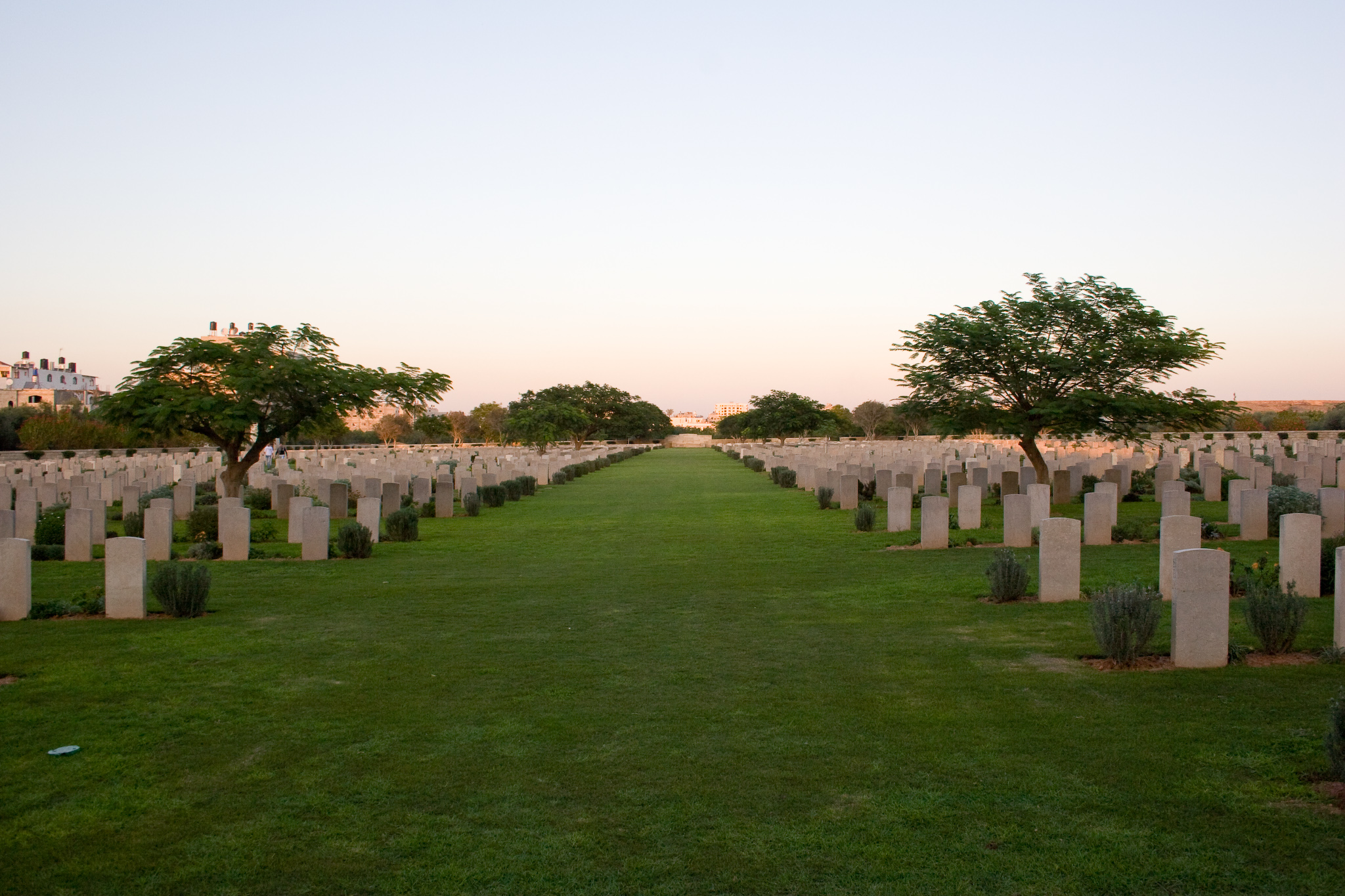
Blick auf die Gräber, 2009

Der Gaza War Cemetery ist ein Soldatenfriedhof der Commonwealth War Graves Commission an der Saladinstraße im Stadtteil Tuffah der Stadt Gaza, Palästina. Die Mehrheit der Gräber stammt von Gefallenen des Ersten Weltkriegs aus Schlachten, die 1917 gefochten wurden.